# Chris Harris (rugbista)
Christopher James Harris (Carlisle, 28 de diciembre de 1990) es un arquitecto y jugador británico de rugby que se desempeña como centro y juega en los Newcastle Falcons de la inglesa Premiership Rugby. Es internacional con el XV del Cardo desde 2017.

## Carrera
Se recibió de arquitecto en la Universidad de Northumbria en 2013 y luego volcó su dedicación al rugby profesional, debutando con los Falcons en 2014. Harris es elegible para jugar en Escocia por su abuela, natal de Currie.

## Selección nacional
Gregor Townsend lo convocó al XV del Cardo para disputar los test matches de fin de año 2017 y debutó contra Manu Samoa, fue su único partido en la gira. Participó del Torneo de las Seis Naciones 2018 pero solo jugó contra los Dragones rojos, en junio disputó los test matches de mitad de año 2018 y de nuevo los test matches de fin de año 2018.
Fue seleccionado para el Torneo de las Seis Naciones 2019 y en el primer partido le marcó un try a la Azzurri. Hasta el momento lleva siete partidos jugados y 5 puntos marcados.

## Palmarés y distinciones notables
- Seleccionado por los British and Irish Lions para la gira de 2021 en Sudáfrica [4]